# 刘祝润
刘祝润（2001年10月6日—），安徽省阜阳市人，是中国足球运动员，司職前鋒，目前由上海海港外借給大连英博足球俱乐部。
刘祝润从小跟随父母来到上海读书，在普陀区的真如三小开始足球训练。进入初中后加入上港俱乐部U15梯队。2018年下半年，U17梯队的刘祝润被选拔到U19梯队。2020年，刘祝润入選中國國家隊U19。同年5月30日晚上，刘祝润和陶强龙等6名队友私自外出喝酒，违反了2019冠状病毒病疫情国家队的防疫规定。結果包括劉祝潤在內的6名球员遭到了中国足协禁赛6个月的處罰，刘祝润還被俱乐部追加了停赛、停训、停薪的处罚。
2021年中国足协杯的首回合上海德比，刘祝润攻入一球，並以20岁零28天的年纪打破武磊保持的上海德比中最年轻的进球球员纪录。